# 孔竺
孔竺（？—？），字元慎，会稽郡山阴縣人，祖籍豫州梁郡，孔子二十三代孙，孔潜之子，官至孫吴豫章郡太守，与父亲孔潛、儿子孔恬、孙子孔侃都闻名于江左。孔竺到豫章三个月，有白色的鸟雀出现。有子孔恬、孔冲、孔奕。